# Плутон (проект)

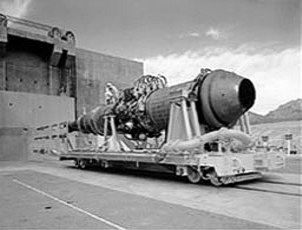
Ядерный ПВРД «Tory-IIC», Ядерный полигон в Неваде

Проект «Плутон» — американская государственная программа по разработке ядерного прямоточного воздушно-реактивного двигателя (ПВРД), который предполагалось использовать в крылатых ракетах. Было изготовлено два экспериментальных двигателя, которые испытывались на ядерном полигоне в Неваде в 1961 и 1964 годах.

## История
Проект по исследованию возможностей использования ядерной энергии в ПВРД был начат 1 января 1957 года. Исполнителем проекта была выбрана Lawrence Radiation Laboratory (предшественник Ливерморской национальной лаборатории), директором — доктор Тед Меркл (англ. Ted Merkle).
Первый двигатель, «Tory-IIA» был испытан 14 мая 1961 года в течение нескольких секунд.
Второе испытание было проведено в 1964 году, двигатель «Tory-IIC» проработал около 5 минут на полной мощности (513 МВт и тяга более 160 кН).
К тому времени достаточно развились технологии межконтинентальных баллистических ракет и 1 июля 1964 года, после семи с половиной лет разработок, проект «Плутон» был закрыт.